# هانز كوفي
هانز كوفي (بالإنجليزية: Hans Kwofie)‏ (10 يونيو 1989 في غانا - ) هو لاعب كرة قدم غاني في مركز الوسط. شارك مع منتخب غانا تحت 20 سنة لكرة القدم ومنتخب غانا لكرة القدم. أما مع النوادي، فقد لعب مع نادي العروبة ونادي هارت أوف ليونز وKing Solomon F.C. ‏ ونادي ميدياما.

## وصلات خارجية
- هانز كوفي على موقع قاعدة بيانات كرة القدم.إي يو (الإنجليزية)
- هانز كوفي على موقع ناشيونال فوتبول تيمز (الإنجليزية)
- هانز كوفي على موقع Soccerway.com (الإنجليزية)